# Guido Sprenger
Guido Sprenger (* 5. Juni 1967 in Mettmann) ist ein deutscher Ethnologe.

## Leben
Nach dem Studium (1988–1996) der Ethnologie, NF: Neue Geschichte und Politik an der Universität Münster war er von 2000 bis 2003 wissenschaftlicher Mitarbeiter der Forschergruppe Kulturelle Diversität und die Konstruktion von Gemeinwesen in Südostasien: Kontinuität, Diskontinuität und Transformation (FOR 362) an der Universität Münster. Nach der Promotion 2004 war er von 2007 bis 2010 Juniorprofessor für Ethnologie am Institut für Ethnologie an der Universität Münster. Seit 2010 ist er Professor am Institut für Ethnologie der Universität Heidelberg.
Seine Forschungsschwerpunkte sind Hochland-Südostasien, speziell Laos, Ritual und rituelles Heilen, Austausch, Mensch; Umwelt, Beziehung, Ethnizität, soziale Organisation, Gender und Sexualität.

## Schriften (Auswahl)
- Erotik und Kultur in Melanesien. Eine kritische Analyse von Malinowskis „The sexual life of savages“. Hamburg 1997, ISBN 3-8258-3326-7.
- Die Männer, die den Geldbaum fällten. Konzepte von Austausch und Gesellschaft bei den Rmeet von Takheung, Laos. Münster 2006, ISBN 3-8258-8043-5.